# Katar-Jurt
Katar-Jurt (russisch Катар-Юрт, frühere Schreibweise Katyr-Jurt, Катыр-Юрт; tschetschenisch Котар-Юрт) ist ein Dorf (selo) in der Republik Tschetschenien in Russland mit 12.806 Einwohnern (Stand 14. Oktober 2010).

## Geographie
Der Ort liegt am Nordrand des Großen Kaukasus etwa 30 km Luftlinie südwestlich der Republikhauptstadt Grosny an der Schalascha, am rechten Assa-Nebenfluss Schalascha und deren Zufluss Netchoi.
Katar-Jurt gehört zum Rajon Atschchoi-Martanowski und befindet sich gut 7 km ostsüdöstlich von dessen Verwaltungszentrum Atschchoi-Martan. Die Siedlung ist Sitz und einzige Ortschaft der Landgemeinde Katar-Jurtowskoje selskoje posselenije.

## Geschichte
Das 1790 gegründete Dorf trug in der Periode der Deportation der tschetschenischen Bevölkerung von 1944 bis 1957 den russischen Namen Tutowo.
Während des Zweiten Tschetschenienkrieges wurde das Dorf ab 4. Februar 2000 von der russischen Armee angegriffen und beschossen, wodurch es unter den sich zu diesem Zeitpunkt dort aufhaltenden etwa 25.000 Personen, darunter 16.000 Flüchtlingen, 170 bis 363 Tote gab. In Folge kam es zu mehreren Verfahren zu diesen Ereignissen am Europäischen Gerichtshof für Menschenrechte, bei denen der russische Staat für schuldig befunden und zu Schadenersatz im Millionenhöhe verurteilt wurde, zuletzt 2010.

## Bevölkerungsentwicklung
| Jahr | Einwohner |
| ---- | --------- |
| 1970 | 5.166     |
| 1979 | 6.179     |
| 2002 | 9.182     |
| 2010 | 12.806    |

Anmerkung: Volkszählungsdaten

## Verkehr
Katar-Jurt liegt an der von Assinowskaja über Atschchoi-Martan kommenden und weiter in Richtung Urus-Martan – Staryje Atagi führenden Regionalstraße, die etwa 10 Kilometer südlich parallel zur föderalen Fernstraße R217 Kawkas (ehemals M29) verläuft.